# 成昭皇后
成昭皇后（せいしょうこうごう、325年以前 - 358年）は、後燕の成武帝慕容垂の最初の妻（即位前没）。姓は段氏。父は鮮卑段部の大人段末波。慕容垂には他にも段姓の正室がおり、その区別のためもあって先段后と呼ばれる。

## 生涯
気性が強く激しい女性であった。慕容垂に嫁ぎ、正室となり、慕容令・慕容宝を産んだ。
段氏は自らの出身の高さを誇り、慕容儁の皇后可足渾氏に対して不敬行為を行った。そして可足渾氏は段氏に怨恨があった。 この時、慕容儁は弟の慕容垂を嫌った。光寿2年（358年）、可足渾氏は段氏に無実の呪詛罪を着せ、捕らえさせた。その後、段氏は拷問にかけられた。慕容垂は忍びなく思い、罪を認めるよう説いた。段氏は「私は死ぬことを恐れませんし、決して先祖たちと王に累を及ぼしません」と嘆息し、必死に堪えた。段氏は獄中で死亡したが、慕容垂の嫌疑は晴れた。
384年正月、慕容垂は燕王を自称、後燕を創建した。建興3年（388年）、段元妃の立皇后後で、段氏も皇后に追封され、「成昭皇后」の諡号が贈られた。

## 男子
- 慕容令（献荘帝と追号された）
- 慕容宝（恵愍帝）

## 伝記資料
- 『晋書』載記
- 『十六国春秋』
- 『資治通鑑』